# Puntos de vista feministas sobre temas transgénero
Los puntos de vista feministas sobre temas transgénero varían ampliamente. Las feministas de la tercera y cuarta ola tienden a ver la lucha por los derechos de las personas transgénero como una parte integral del feminismo y a ser trans-inclusivas. Otras feministas, en su mayoría identificadas con la segunda ola de feminismo, autodenominadas críticas del género, se oponen al concepto de identidad de género, sostienen que el sexo biológico es inmutable y consideran que las diferencias basadas en el sexo requieren la provisión continua de espacios separatistas. Estas feministas que se oponen al reconocimiento de las mujeres (y hombres) trans y su inclusión en espacios u organizaciones feministas han sido denominadas "feministas radicales trans-excluyentes" o su abreviatura, "TERFs" y son consideradas transfobicas por otras feministas.
Las feministas de la tercera ola tienden a considerar la lucha por los derechos de las personas trans como parte integrante del feminismo interseccional. Las feministas de la cuarta ola también tienden a ser trans-inclusivas. Varios estudios han encontrado que las personas que se identifican como feministas tienden a aceptar más a las personas trans a quienes no lo hacen. Algunas mujeres transgénero como Julia Serano y Jacob Anderson-Minshall defienden el concepto de transfeminismo, que concibe la liberación de las personas trans y las mujeres trans en particular como una parte integral de la lucha feminista.

## Historia

### Historia temprana (antes de 1989)
A finales de la década de 1970, correspondientes a la segunda ola del feminismo, hubo choques notables entre feministas (especialmente las primeras feministas radicales) y mujeres trans. En 1978, una mujer trans pidió unirse a la Organización Lésbica de Toronto (LOOT). La organización se negó a admitirla y votó por no aceptar a lesbianas transgénero. LOOT escribió: "La voz de una mujer casi nunca se ha escuchado como la voz de una mujer; siempre se filtraba a través de las voces de los hombres. Así que aquí aparece un hombre diciendo: 'Voy a ser una chica ahora y hablaré en nombre de las chicas'. Y pensamos: 'No, no lo eres'. Una persona no puede unirse a los oprimidos por decreto". Otra disputa comenzó en 1973, cuando la Conferencia de Lesbianas de la Costa Oeste se dividió por una actuación programada de la cantante folclórica lesbiana transgénero Beth Elliott. Elliott se había desempeñado como vicepresidenta de la sección de San Francisco del grupo de lesbianas Daughters of Bilitis y editó el boletín informativo Sisters, pero fue expulsada del grupo en 1973 argumentándose que no calificaba como mujer.
Janice Raymond publicó el libro El imperio transexual en 1979. En él criticaba los enfoques médicos y psiquiátricos contemporáneos de la transexualidad, argumentando en cambio que "el problema de la transexualidad se resolvería mejor si se eliminara por mandato moral", y acusó a las mujeres trans de reforzar estereotipos del género. El imperio transexual también incluyó un capítulo que criticaba a "la lesbo-feminista construida transexualmente". Raymond dedicó una sección a Sandy Stone, una mujer trans que trabajó como ingeniera de sonido para Olivia Records, un colectivo discográfico feminista que empleaba solo a mujeres. El colectivo defendió públicamente a Stone, pero tras presiones renunció. Stone más tarde escribiría The Empire Strikes Back: A Posttranssexual Manifesto, una respuesta a Raymond y un trabajo importante en el campo de los estudios de género.

### La tercera ola e historia contemporánea (1990-presente)
La tercera ola del feminismo vio una mayor aceptación de los derechos de las personas transgénero, en parte debido a la influencia de filósofas como Kimberlé Crenshaw y Judith Butler. Estas filósofas abogaron por una mayor inclusión de otros campos (como la teoría crítica de la raza y la teoría queer) dentro del feminismo. Butler, en particular, argumentó que la liberación de las mujeres requería un nuevo cuestionamiento del género, y que aceptar a las personas homosexuales y trans promovería ese tipo de cuestionamiento.
Muchas feministas de la cuarta ola son trans-inclusivas. En el mundo de habla inglesa, las organizaciones feministas estadounidenses y canadienses, como la Organización Nacional de Mujeres y Planned Parenthood, apoyan los derechos de las personas trans. Las feministas radicales trans-exclusivas son más influyentes en el Reino Unido. En una entrevista de 2015, Catharine MacKinnon citó y estuvo de acuerdo con la cita de Simone de Beauvoir sobre "convertirse en mujer", interpretando que "cualquier persona que se identifica como mujer, quiere ser mujer, anda por ahí siendo mujer, en lo que a mí respecta, es una mujer".

## Los derechos transgénero y el movimiento feminista

### Feminismo trans-incluyente
La filósofa Judith Butler ha abogado por la solidaridad feminista con las personas trans y que no se conforman con el género, y ha criticado a filósofas como Sheila Jeffreys, quienes de acuerdo con ella se involucran en intentos opresivos por disputar las identidad de las personas trans, llamándolas "prescriptivistas" y "tiránicas". En una entrevista de 2014, Butler defendió los derechos civiles de las personas trans: "Nada es más importante para las personas transgénero que tener acceso a una excelente atención médica en entornos trans-afirmativos, tener la libertad legal e institucional para llevar adelante sus propias vidas como lo deseen, y que el resto del mundo afirme su libertad y su deseo". Según Butler, las personas trans no son creadas por el discurso médico, sino que desarrollan nuevos discursos a través de la autodeterminación.
Kimberlé Crenshaw, autora de la teoría de la interseccionalidad, escribió: "Las personas de color dentro de los movimientos LGBTQ; las niñas de color en la lucha contra el flujo de la escuela a la prisión; las mujeres dentro de los movimientos de inmigración; las mujeres trans dentro de los movimientos feministas; y las personas con discapacidades luchando contra el abuso policial: todos enfrentan vulnerabilidades que reflejan las intersecciones del racismo, el sexismo, el clasismo, la transfobia, el capacitismo y más. La interseccionalidad les ha dado a muchos defensores una forma de enmarcar sus circunstancias y luchar por su visibilidad e inclusión". La académica estadounidense Susan Stryker escribió en 2007 que las cuestiones transgénero habían llevado a las feministas a cuestionar las nociones de sexo biológico, y que la teorización transgénero se asoció con el surgimiento de la epistemología posmoderna en el pensamiento feminista de la tercera ola. La teórica feminista, escritora y profesora Roxane Gay ha dicho que los problemas que enfrentan las mujeres marginadas y no blancas se extienden a las mujeres trans. En 2019 afirmó: "Creo que muchas feministas se sienten muy cómodas siendo anti-trans. Y eso es doloroso de ver porque deberíamos saberlo mejor, habiendo sido marginadas como mujeres a lo largo de la historia y hoy, ¿cómo nos atrevemos a marginar a otras ahora?"
Sally Hines, profesora de sociología e identidades de género de la Universidad de Leeds, escribió en The Economist en 2018 que el feminismo y los derechos trans han sido presentados falsamente como en conflicto por una minoría de feministas anti-transgénero, quienes a menudo "refuerzan el tropo extremadamente ofensivo de la mujer trans como un hombre travestido que es un peligro para las mujeres”. Hines criticó a estas feministas por alimentar la "retórica de la paranoia y la hipérbole" contra las personas trans, diciendo que las feministas anti-trans abandonan principios del feminismo, como la autonomía corporal y la autodeterminación, empleando "modelos reduccionistas de la biología y comprensiones restrictivas de la distinción entre sexo y género"ː Hines concluyó llamando al reconocimiento explícito del feminismo anti-transgénero como "una doctrina que va en contra de la capacidad de realizar una vida vivible o, a menudo, una vida en absoluto".

### Feminismo crítico de género/feminismo radical trans-excluyente
Las feministas que se denominan como "críticas de género" afirman que el sexo biólogico es real, importante e inmutable y que no debe ser confundido con la identidad de género. Estas feministas también son conocidas como "feministas radicales trans-excluyentes", o el acrónimo "TERF". La feminista Viv Smythe, a quien se le atribuye haber acuñado el término "TERF", ha declarado su intención como una "descripción técnicamente neutral para distinguir a las TERF de otras feministas radicales que eran trans-inclusivas o neutrales". Estas feministas prefieren el término "crítica de género" y consideran que la palabra "TERF" es inexacta o un insulto.
Susanna Rustin, dice que cuestionar los roles de género, mientras se defienden los derechos basados en el sexo, es "el punto central del feminismo". Ha negado la precisión de describir a las feministas "críticas de género" como "trans-excluyentes". La filósofa Kathleen Stock plantea que la expresión "crítica del género" se orienta al contrariado de estereotipos sexistasː "Las feministas críticas de género se rebelan particularmente contra la idea, implícita en la teoría de la identidad de género, que ser mujer o hombre es un sentimiento. En lo que a ellas respecta, este sentimiento solo podría ser, en el fondo, la aplicabilidad de estereotipos asociados al sexo opresivos y dañinos". Estas feministas abogan por la abolición del género y consideran que el plantear el feminismo con base en identidades de género obstaculiza ese fin.
En 2012, Sheila Jeffreys escribió en The Guardian que ella y otras feministas críticas del género habían sido objeto de campañas de intimidación en Internet. La feminista radical británica Linda Bellos fue desinvitada a un discurso de la Universidad de Cambridge en 2017 después de afirmar que las "políticas trans" buscaban afirmar el poder masculino. Al comentar sobre los superventas Material Girls: Why Reality Matters for Feminism de Kathleen Stock y Trans: When Ideology Meets Reality de Helen Joyce, Louise Perry observó que las ideas "críticas de género" se habían convertido en una corriente principal del feminismo en el Reino Unido hacia 2021. En 2021, un Tribunal de Apelación Laboral en el caso Maya Forstater contra el Centro para el Desarrollo Globall (CGD) encontró que estas posturas estaban protegidas por la Ley de Igualdad de 2010 porque "no buscaban destruir los derechos de las personas trans". El Centro describió la decisión como un "paso atrás para la inclusión y la igualdad para todos".

## Temas particulares

### Socialización y experiencia
Algunas feministas argumentan que las mujeres trans no pueden ser completamente mujeres porque experimentaron grados de privilegio masculino. Otras ven el género como un sistema binario de clases sociales donde las mujeres están oprimidas debido a su biología. Patricia Elliot sostiene que esta visión de la socialización asume que las experiencias de las mujeres son altamente homogéneas y descarta la posibilidad de que las mujeres puedan compartir la experiencia de ser menospreciadas por su feminidad. Por su parte, la autora Emi Koyama, sostiene que, si bien las mujeres trans pueden haber experimentado privilegio masculino antes de la transición, también están marcadas por las desventajas sociales de ser trans. En Growing Up Trans: Socialization and the Gender Binary, Michelle Dietert y Dianne Dentice escriben que cuando los jóvenes encarnan roles de género no estándar o se desvían de las expectativas de su sexo asignado, el género binario se convierte en una forma de control por parte de las autoridades, logrando cumplir normas sociales sobre ellos.
En 2017, mientras discutía si las mujeres trans son mujeres, Chimamanda Ngozi Adichie dijo, "las mujeres trans son mujeres trans". Reconoció que las mujeres transgénero enfrentan discriminación por ser transgénero y dijo que ve esto como un problema serio, pero también dijo que "no debemos combinar las experiencias de género de las mujeres trans con las de las mujeres nacidas como mujeres". Más tarde amplió sus comentarios y dijo: "Desde el principio, creo que ha quedado bastante claro que no hay forma de que pueda decir que las mujeres trans no son mujeres. Es el tipo de cosas para mí que son obvias, así que empiezo por esa premisa obvia. Por supuesto que son mujeres, pero al hablar sobre feminismo y género y todo eso, es importante que reconozcamos las diferencias en la experiencia del género. Ese es realmente mi punto. Si hubiera dicho 'una mujer cis es una mujer cis, y una mujer trans es una mujer trans ', no creo que me hubiese caído toda la mierda que estoy recibiendo, pero eso es realmente lo que estaba diciendo".

### Cirugía de reasignación de sexo
En su libro de 1974 Woman Hating: A Radical Look at Sexuality, la escritora y activista feminista radical Andrea Dworkin pidió el apoyo de las transexuales, a quienes consideraba "en un estado de emergencia primaria" debido a "la cultura de la discretización entre hombres y mujeres". Escribe: "todo transexual tiene derecho a sobrevivir en sus propios términos. Eso significa que todo transexual tiene derecho a una operación de cambio de sexo, y la comunidad debe proporcionarla como una de sus funciones". También afirmó que el fenómeno de la transexualidad podría desaparecer dentro de las comunidades construidas sobre la identidad andrógina, pues no quedarían roles de género a los que conformarse.
En 1977, Gloria Steinem escribió que si bien apoyaba el derecho de las personas a identificarse como elijan, las personas transgénero "mutilan quirúrgicamente sus propios cuerpos" para ajustarse a roles de género inexorablemente ligados a partes físicas del cuerpo. Concluyó que "las feministas tienen razones para sentirse incómodas ante la necesidad y los usos del transexualismo". El artículo concluía con lo que se convirtió en una de las citas más famosas de Steinem: "Si el zapato no calza, ¿debemos cambiar el pie?". El mismo año expresó también su desaprobación hacia la manera como fue publicitada la transición de la tenista Renée Richards (una mujer trans) que se insinuaba en medios de comunicación como "un ejemplo aterrador de lo que podría conducir el feminismo" y escribió: "como mínimo, fue una desviación de los problemas generalizados de desigualdad sexual". Las declaraciones de Steinem la llevaron a ser caracterizada como transfóbica por años. En una entrevista de 2013 con The Advocate, repudió la interpretación de su texto como una condena total de la cirugía de reasignación de sexo, afirmando que su posición se basó en relatos de hombres homosexuales que eligieron la transición como una forma de lidiar con la homofobia social. Añadió que las personas transgénero viven "vidas auténticas" que deberían ser "celebradas".
En 1979, Janice Raymond escribió el libro The Transsexual Empire: The Making of the She-Male, que analizaba el papel de la transexualidad, en particular los enfoques psicológicos y quirúrgicos, en el refuerzo de los estereotipos de género tradicionales. Criticó la tendencia a medicalizar la identidad de género y el contexto sociopolítico que ha retratado el tratamiento y las cirugías de reasignación como una práctica médica terapéutica. Según Raymond el transexualismo se basa en mitos patriarcales de "maternar a los hombres" y "crear a la mujer según la imagen del hombre", afirmando que busca "colonizar la identificación, la cultura, la política y la sexualidad feministas". Varias autoras caracterizaron estos puntos de vista como transfóbicos y una forma de discurso de odio. En su libro de 1987, Gyn/Ecology, Mary Daly, quien se había sido supervisora de tesis de Raymond, también criticaba la transexualidad, afirmando que la cirugía de reasignación de sexo no puede reproducir cromosomas femeninos o una historia de vida femenina. Del mismo modo, en una entrevista televisada de 2017 en BBC Newsnight, Germaine Greer dijo que la cirugía de reasignación no convierte a las mujeres trans en mujeres. Por otro lado, Sandy Stone escribió un ensayo como respuesta, El Imperio Contraataca: Un Manifiesto Postransexual, que terminó siendo considerado el inicio de los Estudios Transgénero.

### Mujeres transgénero en espacios y organizaciones de mujeres
En 1995, Kimberly Nixon, una mujer trans, se ofreció como voluntaria para recibir capacitación como consejera en el Vancouver Rape Relief & Women's Shelter. Cuando el personal del refugio determinó que Nixon era trans, la expulsó indicando que era imposible para ella comprender las experiencias de sus pacientes. Nixon estuvo en desacuerdo, citando sus experiencias de abuso sexual y de pareja. Los abogados de Nixon argumentaron que no había base para el despido, citando las experiencias de Diana Courvant como la primera mujer públicamente trans en trabajar en un refugio de violencia doméstica para mujeres. En 2007, la Corte Suprema de Canadá se negó a escuchar la apelación de Nixon.
En 1996, Germaine Greer (en ese momento miembro del Newnham College, Cambridge) se opuso al nombramiento de una beca de su colega transgénero Rachael Padman. Greer argumentó que debido a que a Padman se le había asignado un varón al nacer, no debería ser admitida en Newnham, una universidad para mujeres. Greer luego renunció a Newnham. Greer respondió reafirmando, durante una entrevista con Kirsty Wark para el programa Newsnight de la BBC, que no consideraba a las mujeres transgénero como mujeres; argumentó que la nominación de Caitlyn Jenner como Mujer del Año de Glamour había sido misógina. Más de 130 académicos y otras personas firmaron una carta dirigida a The Observer en 2015 en la que se oponían al uso de las políticas de exclusión de la plataforma contra Greer y las feministas con opiniones similares; entre los firmantes se encontraban Beatrix Campbell, Mary Beard, Deborah Cameron, Catherine Hall, Liz Kelly, Ruth Lister y las Southall Black Sisters.

## Por país

### Argentina
Durante la década de los noventa despega el activismo LGBT argentino, y el final de la década vio la entrada de las travestis en los espacios de discusión feminista, marcando el inicio del transfeminismo en Argentina. Lohana Berkins, una de las líderes más destacadas del movimiento travesti y se introdujo en el feminismo en la década de 1990 a través de encuentros con feministas lesbianas como Alejandra Sarda, Ilse Fuskova, Chela Nadio y Fabiana Tron.
La respuesta del gobierno a la pandemia de COVID-19 en Argentina incluyó medidas trans-inclusivas basadas en el género, y la ministra de Mujer, Género y Diversidad, Elizabeth Gómez Alcorta, afirmó que "las personas trans son particularmente vulnerables en nuestro país". A si vez, el movimiento feminista argentino, incluido el Encuentro Nacional de Mujeres, ha visto debates sobre la reforma del idioma español para que sea más neutral en cuanto al género. La campaña para legalizar el aborto en Argentina ha incluido a personas transgénero, y después de que el movimiento tuvo éxito, el proyecto de ley que legaliza el aborto incluyó explícitamente a personas trans y no binarias.

### España
En mayo del 2021 estuvo la Proposición de Ley para la igualdad real y efectiva de las personas trans (122/000133), una reforma que proponía eliminar el requisito de presentar pruebas médicas o psicológicas para modificar legalmente la identidad de género de una persona, además de la posibilidad de reflejar en los documentos de identidad marcadores de género no binario. La votación de dicha propuesta fue no positiva, siendo los votos 78 votos a favor, 143 en contra y 120 abstenciones. Los diputados del Partido Socialista Obrero Español (PSOE) se abstuvieron en dicha votación. De forma paralela, autoras con distintos grados de afinidad con el PSOE, tales como Amelia Valcárcel, Alicia Miyares o Lidia Falcón, habían expresado públicamente su oposición a la propuesta, así como declaraciones que fueron calificadas como transfóbicas por otras figuras públicas feministas. En última instancia, un nuevo anteproyecto de ley de contenido similar fue aprobado, por la que se reconocía el derecho de las personas trans a reconocer su género sin necesidad de requisitos médicos o psicológicos, si bien sin contemplar las demandas relativas a las personas no binarias.